# Dominique Desseigne
Pour les articles homonymes, voir Desseigne.
Dominique Desseigne, né le 19 août 1944 à Commercy (Meuse), est un homme d'affaires et multimillionnaire français. Co-président du groupe Barrière avec son épouse Diane Barrière, héritière du groupe, il en devient l'unique président en 1995, puis président-directeur général de 2001 à 2023,,.

## Biographie

### Naissance
Dominique Desseigne naît dans une famille lorraine de Paul Desseigne (1910-), docteur en médecine, et d'Anne-Marie Desseigne (1920-2020), née Bidon.

### Formation
Dominique Desseigne a étudié à l'université Panthéon-Sorbonne. Il est titulaire d'une maîtrise de droit à Paris I, et d'un diplôme d'études supérieures notariales. Il commence sa carrière en tant que notaire en 1980, et le restera jusqu'en 1997.

### Parcours au sein du groupe Barrière
Dominique Desseigne partage la présidence[réf. nécessaire] du groupe Barrière avec sa femme Diane Barrière-Desseigne, puis en devient le président de 1995 à 2001, à la suite de l'accident d'avion de son épouse, la laissant tétraplégique. Au décès de cette dernière, en mai 2001, il devient l'unique président-directeur-général du groupe jusqu'en avril 2023,, laissant les rênes du groupe à ses enfants Alexandre et Joy, à la faveur d'un putsch « parricide » selon les collaborateurs du groupe Barrière.
Dominique Desseigne a été également président de la Société fermière du casino municipal de Cannes (SFCMC).

### Management
Dominique Desseigne a développé une stratégie de croissance et de modernisation dans chacun de ses métiers, les casinos, l'hôtellerie et la restauration. Il revendiquait volontiers ne pas avoir de problèmes de management.
Dès 2022, « sous la pression » de son fils Alexandre Barrière, alors âgé de 35 ans, il décide de lui transmettre, la présidence du groupe Barrière. Dominique Desseigne est ainsi nommé président d'honneur du groupe en 2023, l'année de ses 79 ans.
Selon un communiqué du groupe, du lundi 31 juillet 2023, « le groupe Lucien Barrière redevient une entreprise 100 % familiale, détenue désormais en intégralité par Joy Desseigne-Barrière et Alexandre Barrière », qui, « ensemble, constituent la quatrième génération à en prendre les rênes ». Celle-ci a, en effet, racheté à la holding d’investissement Fimalac, fondée et présidée par Marc Ladreit de Lacharrière, les 40% qu’elle possédait dans le groupe Lucien Barrière.

## Vie privée
Il est veuf de Diane Barrière-Desseigne (1957-2001), morte à 44 ans, dont il a eu deux enfants, Alexandre, né en 1987, et Joy, née en 1990, présidente des conseils d’administration de la Société Fermière du Casino Municipal de Cannes (SFCMC) et de la Société Immobilière et d’Exploitation de l’Hôtel Majestic (SIEHM). Tous deux lui succèdent à la tête du groupe en 2023.
Il est proche de Nicolas Sarkozy et a fait partie des invités de la soirée du Fouquet's, restaurant dont le groupe Barrière est le propriétaire, et où ce dernier a fêté son élection à la présidence de la République, le 6 mai 2007.
Le 5 novembre 2012, Rachida Dati, maire du 7e arrondissement de Paris et ancienne garde des Sceaux, qui a eu une fille prénommée Zohra (née en janvier 2009), dont elle a tu jusqu'alors le nom du père, assigne Dominique Desseigne en recherche de paternité devant le tribunal de grande instance de Versailles,. En octobre 2013, elle dépose une demande de pension alimentaire mensuelle de 6 000 euros, bien que Dominique Desseigne se défende toujours d'être le père de Zohra Dati et refuse, dans le même temps, un test de paternité,. En octobre 2014, le tribunal de grande instance de Versailles juge qu'il est bien le père de Zohra, la fille de Rachida Dati, et le condamne à verser une pension alimentaire mensuelle de 2 500 euros, rétroactivement à compter de décembre 2013,. Le jugement est confirmé en appel en janvier 2016, et la rétroactivité est reportée à la naissance de l'enfant le 2 janvier 2009. Son héritage devra être partagé en 3 parts égales, note une enquête parue le 26 août 2023 dans M, le magazine du Monde : « avec l'obligation judiciaire […] de reconnaître la paternité de Zohra, la fille de […] Rachida Dati, Alexandre et Joy devront partager l'héritage […] de leur père avec une nouvelle ''petite sœur'' ».
Dominique Desseigne est en couple avec la danseuse Alexandra Cardinale[Quand ?].

## Fortune
Sa fortune, combinée à celle de sa famille, est estimée à 1,5 milliard d'euros en 2019, ce qui le classe 32e fortune de France. Elle n'est cependant plus que de 610 millions d'euros en 2020 du fait de la crise sanitaire de la Covid-19. En 2023, le montant de la fortune familiale réaugmente et est évaluée à 850 millions d'euros.